# Knut Thoresen Døhlen
Knut Thoresen Døhlen, född 14 januari 1855 i Nannestad, död 27 december 1912, var en norsk agronom. 
Døhlen genomgick 1874–76 högre lantbruksskolan i Ås och var därefter gårdsstyrer, lantbruksskollärare och amtsagronom. Från 1893 var han med framgång föreståndare för Smaalenenes amts lantbruksskola på Kalnes i Tune vid Sarpsborg. Han var främst känd som praktiker, men deltog också såväl i fack- som i dagspressen i ordskiftet om lantbruksfrågor.